# Улица Жужа
У́лица Жу́жа  — улица в районе Нагатинский Затон Южного административного округа города Москвы на территории парка Коломенское. Идет от Большой улицы к Москва-реке. Название произошло от названия реки Жужа, протекающей в настоящее время в коллекторе и впадающей в Москву-реку на территории музея-заповедника «Коломенское».

## Транспорт
Метро «Кленовый бульвар» и «Коломенская».

## Здания и сооружения
- № 39, стр.44 —
- № 39, стр.62 —
- № 39, стр.63 —